# Um Funeral em Ornans
Um Funeral em Ornans (em francês:  Un enterrement à Ornans, também conhecido como A Funeral At Ornans) é uma pintura de 1849 a 1850 de Gustave Courbet, e um dos principais pontos de virada da arte francesa do século XIX. A pintura registra o funeral em setembro de 1848 de seu tio-avô no local de nascimento do pintor, a pequena cidade de Ornans. Trata de um funeral provincial comum com realismo desagradável e em escala gigante tradicionalmente reservada para as cenas heróicas ou religiosas da pintura histórica. Sua exposição no Salão de Paris de 1850 a 1851 criou uma "reação explosiva" e trouxe fama instantânea a Courbet. Atualmente, ele é exibido no Musée d'Orsay, em Paris, França. 
O Salão encontrou Courbet triunfante com The Stone Breakers, os Camponeses de Flagey e Um funeral em Ornans. As pessoas que compareceram ao funeral foram usadas como modelos para a pintura. Anteriormente, modelos eram usados como atores em narrativas históricas; aqui Courbet disse que "pintou as pessoas que estavam presentes no enterro, todas as pessoas da cidade". O resultado é uma apresentação realista deles, e da vida, em Ornans. 
A pintura, que atraiu elogios e críticas ferrenhas da crítica especializada e do público, é um trabalho enorme, medindo 3,1 por 6,6 metros, representando 10 rituais de prosaico em uma escala que antes seria reservada para uma obra de arte sobre pintura de história. De acordo com a historiadora de arte Sarah Faunce, "em Paris, O funeral foi julgada como uma obra que se lançou contra a grande tradição da pintura histórica, como um novato em botas sujas chocando uma festa gentil". Além disso, a pintura carece da retórica sentimental que se esperava em uma obra de gênero: os enlutados de Courbet não fazem gestos teatrais de pesar, e seus rostos parecem mais caricaturados do que enobrecidos. Os críticos acusaram Courbet de uma busca deliberada pela feiúra. Eventualmente, o público ficou mais interessado na nova abordagem realista, e a fantasia luxuosa e decadente do romantismo perdeu popularidade. O artista entendeu bem a importância dessa pintura; Courbet disse: "O funeral em Ornans foi na realidade o enterro do romantismo". Também se poderia dizer que foi o enterro da hierarquia de gêneros que dominava a arte francesa desde o século XVII. 
Em 1873, quando as opiniões políticas de Courbet mudaram, ele repudiou o trabalho dizendo que "não valia nada".